# Bungie

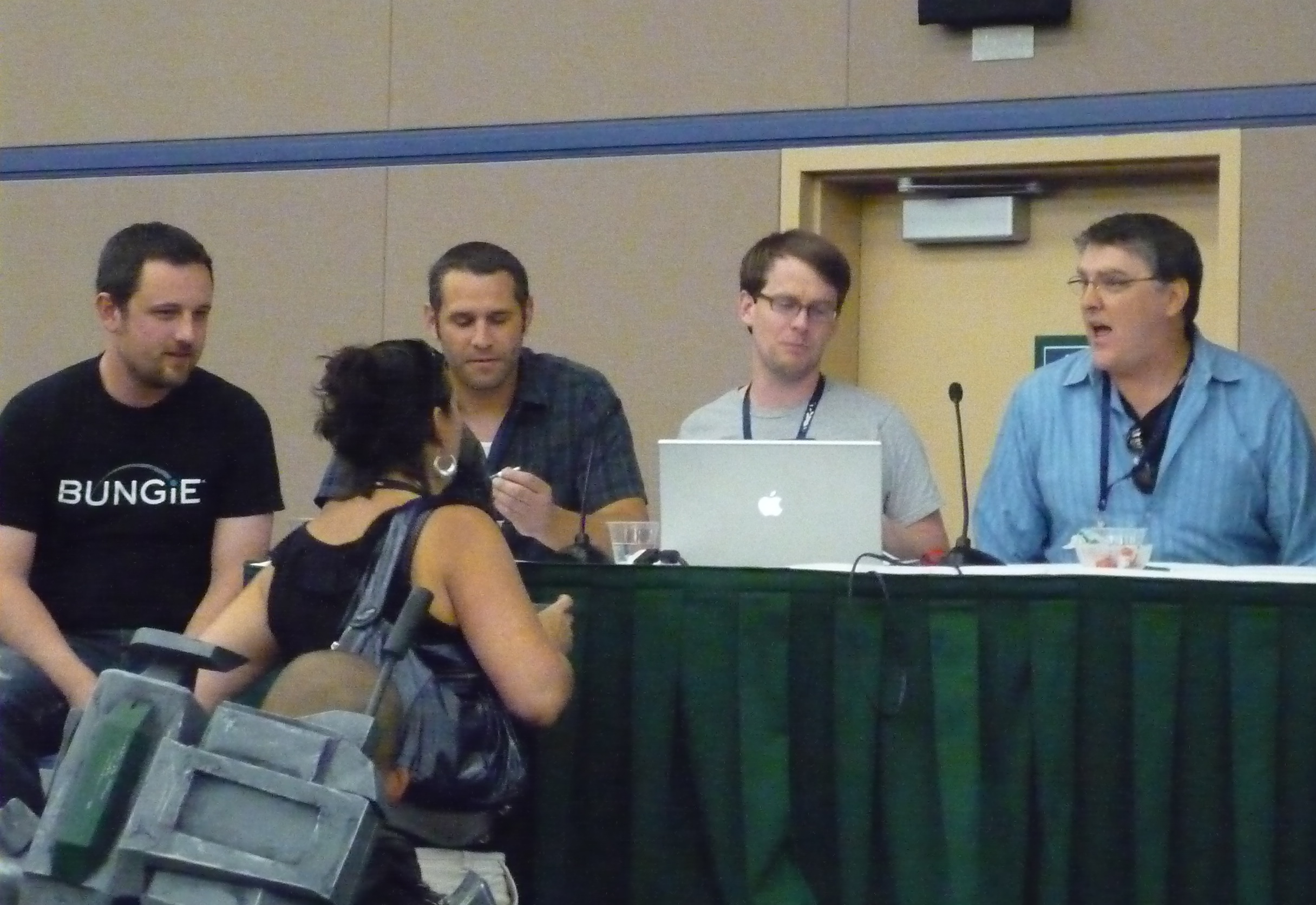
Bungie-Entwickler 2009 (vl: CJ Cowan, Paul Bertone, Joseph Staten und Martin O’Donnell)

Bungie, Inc. ist ein US-amerikanisches Entwicklungsstudio für Videospiele, mit Sitz in Bellevue, Washington. Das Unternehmen wurde 1991 unter dem Namen Bungie Software Products Corporation (abgekürzt Bungie Software) von zwei Studenten an der University of Chicago, Alex Seropian und Jason Jones, gegründet. Zu den bekannten Produkten gehören die Spieleserien Myth, Halo und Destiny.
Am 31. Januar 2022 kündigte Sony Interactive Entertainment an, Bungie für 3,6 Milliarden US-Dollar zu übernehmen. Das Studio soll aber unabhängig und ein Multiplattform-Entwickler bleiben. Die Übernahme wurde am 15. Juli 2022 finalisiert.

## Geschichte
Bungies erstes Videospiel war ein Pong-Klon, der fast 20 Jahre nach dem Original geschrieben und veröffentlicht wurde und den Namen Gnop! (Pong rückwärts buchstabiert) trägt. Das Spiel entstand 1990, fast ein Jahr vor der offiziellen Gründung von Bungie, wurde aber unter dem Namen Bungie veröffentlicht und gilt als das erste Spiel von Bungie. Alex Seropian veröffentlichte Gnop! kostenlos, verkaufte aber den Quellcode des Spiels für 15 US-Dollar. Gnop! war später in mehreren Zusammenstellungen früher Bungie-Spiele enthalten, darunter das Marathon Trilogy Box Set und der Mac Action Sack.
Seropian gründete im Mai 1991 offiziell die Bungie Software Products Corporation zur Veröffentlichung von Operation: Desert Storm. Seropian lernte den Programmierer Jason Jones in einem Kurs über künstliche Intelligenz an der Universität von Chicago kennen. Sowohl Seropian als auch Jones gelten als Mitbegründer von Bungie.
Bungie entwickelte zu Beginn ausschließlich Spiele für Macintosh, erst das im November 1995 erschienene Marathon 2 lief parallel auch auf dem PC. Danach entwickelte Bungie die Fantasy-Echtzeittaktik-Spiele Myth: The Fallen Lords und Myth II: Soulblighter. Der erste Teil wurde im Erscheinungsjahr in hohen Stückzahlen verkauft, Myth II fiel demgegenüber kommerziell etwas ab, ist aber der populärste Teil der Serie unter Fans. Myth III wurde nicht mehr von Bungie entwickelt, weil Take 2 Interactive im Zuge der Übernahme von Bungie durch Microsoft im Jahr 2000 die Rechte an der Spieleserie übernahm und im Gegenzug seinen 19,9-%-Anteil an Bungie an Microsoft verkaufte. Die Zugehörigkeit zu den Microsoft Game Studios brachten eine völlige Neuausrichtung für Bungie mit sich. Der Fokus wurde auf eine exklusive Xbox Weiterentwicklung der Halo-Serie gelegt, also ohne Unterstützung der konkurrierenden Plattformen PlayStation 2 oder Mac. Mit der Produktion der Halo-Serie gelang Bungie auch der kommerzielle Durchbruch. Kurz nach Veröffentlichung von Halo 3 trennte Bungie sich aber 2007 auf eigenen Wunsch wieder von Microsoft, welches jedoch weiterhin finanziell an dem Studio bis zur späteren Übernahme beteiligt war und die Rechte an der Halo-Serie behält. Im April 2010 gab Bungie bekannt, dass es einen exklusiven Vertrag mit Activision zum Vertrieb der in Planung befindlichen Spieleserie abgeschlossen hatte.
Für das Spiel Destiny 2 greift Bungie erstmals auf die Vertriebsplattform Battle.net von Blizzard Entertainment zurück, um den zweiten Ableger der Serie auch für PC-Spieler zugänglich zu machen.
Am 10. Januar 2019 trennten sich Bungie und Activision in ihrer Partnerschaft. Die Rechte am Franchise Destiny verblieben bei Bungie, die infolgedessen entschieden, den gesamten Vertrieb der PC-Version über Steam abzuwickeln. Im Zuge der Trennung wurde ebenfalls beschlossen, Destiny 2 auch als Start-Titel für die im November 2019 neu erschienene Plattform Google Stadia zu veröffentlichen. Im Herbst 2020 erschienen zudem Versionen für die Konsolen PlayStation 5 und Xbox Series X/S. Zuvor wurde bereits systemübergreifendes Crossplay für das Jahr 2021 angekündigt. Mit der im August des Jahres gestarteten 15. Season wurde das Feature etabliert.
Am 31. Januar 2022 gab Sony Interactive Entertainment seine Absicht bekannt, Bungie für 3,6 Milliarden US-Dollar zu übernehmen. Während Bungie Teil der PlayStation-Studios-Familie werden würde, würde es in Entwicklung und Veröffentlichung eine unabhängige Tochtergesellschaft von Sony bleiben und nicht Teil von PlayStation Studios sein. Stattdessen würde die Investition von Sony Bungie dabei helfen, Entwickler einzustellen, um ihre Arbeit an der Destiny-Franchise und anderen geplanten Spielen auszuweiten. Beide Unternehmen gaben an, dass der Deal die Verfügbarkeit oder Exklusivität der Plattform für Destiny 2 nicht beeinträchtigen würde, sondern stattdessen auf Medien jenseits von Videospielen ausgerichtet sei, an denen Bungie schon seit einiger Zeit interessiert sei. Im Gegenzug würde Bungie Sony beim Eintritt in den Live-Service-Spielemarkt helfen, da Sony in einer Investorenpräsentation nach der Ankündigung der Bungie-Übernahme Pläne angekündigt hatte, bis 2026 mindestens zehn solcher Spiele auf den Markt zu bringen.  Sony rechnete damit, dass von den 3,6 Milliarden US-Dollar mindestens 1,2 Milliarden US-Dollar als Anreize für die Bindung der derzeitigen Mitarbeiter von Bungie verwendet werden. Im Mai 2022 wurde berichtet, dass die Federal Trade Commission eine Untersuchung der Übernahme einleitet und eine Woche zuvor weitere Informationen dazu anfordert. Es wird erwartet, dass sich die Übernahme um mindestens sechs Monate verzögert. Die Übernahme wurde am 15. Juli 2022 abgeschlossen, wodurch Bungie zu einer Tochtergesellschaft von Sony Interactive Entertainment wurde.

## Kultur
Martin O’Donnell beschrieb die Arbeitsplatzkultur von Bungie als „eine leicht respektlose Einstellung und nicht bürokratisch oder geschäftsorientiert“.
Der Künstler Shi Kai Wang bemerkte, dass, als er zu einem Vorstellungsgespräch zu Bungie kam: „Sobald ich merkte, dass ich derjenige war, der sich zu sehr in Schale geworfen hatte, wusste ich, dass dies der Ort war, an dem ich arbeiten wollte.“
Diese informelle, kreative Kultur war einer der Gründe, warum Microsoft an der Übernahme von Bungie interessiert war, obwohl der Spieledesigner Jordan Weisman sagte, dass Microsoft kurz davor stand, die Entwicklungskultur des Unternehmens zu zerstören, wie es bei dem inzwischen aufgelösten FASA Studio der Fall war. Studioleiter Harold Ryan betonte, dass das Team auch nach dem Kauf von Bungie durch Microsoft immer noch unabhängig war:
„Eines der ersten Dinge, die (Microsoft) nach der Übernahme von Bungie versuchte, nachdem sie zunächst versucht hatten, das Unternehmen vollständig zu assimilieren, war der Umzug von Bungie in ein Standard-Microsoft-Gebäude zusammen mit dem Rest der Spielegruppe. Aber im Gegensatz zu den anderen Teams, die sie zuvor geholt hatten, zog Bungie nicht in die Microsoft-Firmenbüros – wir rissen alle Wände aus diesem Teil des Gebäudes heraus und saßen in einer großen offenen Umgebung. Glücklicherweise waren Alex und Jason (die Gründer von Bungie) damals ziemlich standhaft, wenn es darum ging, etwas getrennt und isoliert zu bleiben.“
Der Arbeitsplatz bei Bungie ist sehr informell, wobei neue und alte Mitarbeiter bereit sind, sich gegenseitig herauszufordern zu Themen wie z. B. grundlegenden Spielelementen. Die Mitarbeiter sind in der Lage, ihre eigenen Spiele und sich gegenseitig öffentlich zu kritisieren. Um die Zusammenarbeit und den Wettbewerb im Studio zu fördern, veranstaltet Bungie Events wie den „Bungie Pentathlon“, bei dem Mitarbeiter in Teams gegeneinander antreten und Spiele wie Halo, Pictionary, Dance Dance Revolution und Rock Band spielen. Bungie trat in Halo gegen professionelle E-Sport-Teams und andere Spielstudios an, wobei die Ergebnisse der Multiplayer-Matches auf Bungie.net veröffentlicht wurden.
Im Dezember 2021 berichtete IGN auf der Grundlage von Interviews mit 26 ehemaligen und aktuellen Mitarbeitern, dass es in der Vergangenheit und in der Gegenwart Probleme mit einer männlich dominierten Arbeitskultur und Überstunden gab, die seit etwa 2011 weibliche Mitarbeiter diskriminierte, dass das Unternehmen aber in letzter Zeit daran arbeitete, diese Probleme zu verbessern und sich zuvor von der Mehrheit der in dem Artikel erwähnten Personen trennte. Parsons schrieb eine Antwort über das Engagement von Bungie, die Arbeitsplatzkultur zu verbessern, die sich mit den Aussagen jüngerer Mitarbeiter, die mit IGN gesprochen hatten, deckte. Parsons entschuldigte sich bei allen Mitarbeitern, die „jemals etwas anderes als ein sicheres, faires und professionelles Arbeitsumfeld bei Bungie erlebt haben“, und erklärte, dass das Unternehmen verschiedene Anstrengungen unternehme, um jede Art von „Rockstar“-Haltung zu beseitigen, die es im Studio geben könnte.
Viele Mitarbeiter von Bungie haben das Unternehmen verlassen, um ihre eigenen Studios zu gründen. 2015 gründete der langjährige Bungie-Mitarbeiter Martin O’ Donnell ein neues Spielestudio mit dem Namen Highwire Games. 2016 gründete der ehemalige Bungie-CEO und Studioleiter Harold Ryan das Spielestudio ProbablyMonsters. 343 Industries, ein von Microsoft gegründetes Spielestudio, das die Halo-Serie nach der Veröffentlichung von Halo: Reach verwalten soll, umfasst auch einige ehemalige Bungie-Mitarbeiter, darunter Frank O’Connor.

## Entwickelte Spiele
- 1990: Gnop! (Mac)
- 1991: Operation: Desert Storm (Mac)
- 1992: Minotaur: The Labyrinths of Crete (Mac)
- 1993: Pathways Into Darkness (Mac)
- 1994: Marathon (Mac)
- 1995: Marathon 2 (Mac/PC)
- 1996: Abuse (Mac)
- 1997: Marathon Infinity (Mac)
- 1997 Myth: The Fallen Lords (Mac/PC)
- 2000 Myth II: Soulblighter (Mac/PC)
- 2000: Oni (Mac/PC/PS2)
- 2001: Halo: Kampf um die Zukunft (Xbox; 2003 PC/Mac, portiert von Gearbox Software)
- 2004: Halo 2 (Xbox; 2007 PC)
- 2007: Halo 3 (Xbox 360)
- 2009: Halo 3: ODST (Xbox 360)
- 2010: Halo: Reach (Xbox 360)
- 2014: Destiny (PlayStation 3, PlayStation 4, Xbox 360, Xbox One)
- 2017: Destiny 2 (PlayStation 4, Xbox One, PC; 2019 Google Stadia; 2020 PlayStation 5, Xbox Series)